# فروغ (آلبوم)
فروغ آلبوم استودیویی با آهنگسازی سامان صمیمی و با صدای علیرضا قربانی است که در خرداد ماه ۱۳۹۶ پخش شد. نام این آلبوم برگرفته از قطعه‌ای به همین نام با شعری از فروغ فرخزاد است.

## قطعات
| شماره      | نام                                    | سراینده       | مدت   |
| ---------- | -------------------------------------- | ------------- | ----- |
| ۱.         | «عاشقانه»                              | فروغ فرخزاد   | ۰۵:۱۷ |
| ۲.         | «میخانه درافتاده» (غزل شماره ۲۳۲۴ ۷۲۲) | مولانا        | ۰۷:۵۳ |
| ۳.         | «مستانه می‌گریزی»                       | مسعود کلانتری | ۰۴:۲۰ |
| ۴.         | «اشک»                                  | علیرضا کلیایی | ۰۲:۳۳ |
| ۵.         | «شهرهٔ شهر»                             | علیرضا کلیایی | ۰۳:۴۶ |
| ۶.         | «خرقه رقصان» (غزل شماره ۱۹۳۶)          | مولانا        | ۰۸:۴۲ |
| ۷.         | «جام صبوحی» (رباعی شماره ۷۰ ۲۴ ۱۶۴)    | مولانا        | ۰۸:۲۲ |
| ۸.         | «سجدهٔ عقل»                             | علیرضا کلیایی | ۰۳:۲۲ |
| ۹.         | «تا بی‌کران»                            |               | ۰۶:۲۴ |
| ۱۰.        | «فروغ»                                 | فروغ فرخزاد   | ۰۶:۴۲ |
| مجموع مدت: | مجموع مدت:                             | مجموع مدت:    | ۵۷:۴۰ |

منبع

## نوازندگان
- بهنام ابوالقاسم: پیانو، ناظر ضبط ارکستر زهی
- میلاد محمدی: تار، شورانگیز
- پدرام فریوسفی: ویلن، ویولا
- میثم مروستی: ویلن، ویولا
- نیلوفر محبی: ویلن
- محسن عبادی: ویلن
- پانیذ فریوسفی: ویلن، ویولا
- آتنا اشتیاقی: ویلنسل، کنترباس
- رضا فرهادی: کنترباس
- زکریا یوسفی: کاخن، کوزه، دف و بندیر
- بهتاش ابوالقاسم: پرکاشن
- درشن انند: طبلا
- سامان صمیمی: کمانچه، سه تار، ویلن، کمانچه آلتو، مشتاق
- حسام ناصری: صدابردار میکس و مستر

گروه کر:
- شیوا سروش: سوپرانو
- مه گل صفدری: آلتو
- کامران عروج زاده: تنور
- محمد حقیقی: باس[۳]

تهیه‌کننده و ناشر این آلبوم مؤسسه فرهنگی و هنری آهنگ اشتیاق است که وابسته به علیرضا قربانی است.

## جوایز و افتخارات
- جایزه باربد بهترین خواننده موسیقی معاصر با کلام سی و سومین جشنواره موسیقی فجر[۴]
- نامزد دریافت جایزه باربد آهنگسازی موسیقی معاصر با کلام سی و سومین جشنواره موسیقی فجر[۵]
- نامزد دریافت تندیس طلایی بهترین قطعه موسیقی معاصر و سنتی ایرانی چهارمین جشن موسیقی ما برای قطعه «فروغ»[۶]